# Dušan Basta
Dušan Basta (Belgrád, 1984. augusztus 18. –) szerb válogatott labdarúgó, posztját tekintve hátvéd, jelenleg az olasz Lazio játékosa.

## Sikerei, díjai
- Super Liga Srbije : 2005–2006, 2006–2007
- Szerb kupa (Lav Kup) : 2005–2006 , 2006–2007

## Statisztikái
2017. május szerint
| Klub                      | Szezon             | Liga            | Liga  | Kupa            | Kupa  | Európai         | Európai | Egyéb           | Egyéb | összesen        | összesen |
| Klub                      | Szezon             | Pályára lépések | Gólok | Pályára lépések | Gólok | Pályára lépések | Gólok   | Pályára lépések | Gólok | Pályára lépések | Gólok    |
| ------------------------- | ------------------ | --------------- | ----- | --------------- | ----- | --------------- | ------- | --------------- | ----- | --------------- | -------- |
| Crvena zvezda             | 2002–2003          | 12              | 0     | ?               | ?     | 1               | 0       | –               | –     | 13              | 0        |
| Crvena zvezda             | 2003–2004          | 1               | 0     | ?               | ?     | 0               | 0       | –               | –     | 1               | 0        |
| Jedinstvo Ub (kölcsönben) | 2003–2004          | 27              | 9     | ?               | ?     | 0               | 0       | –               | –     | 27              | 9        |
| Crvena zvezda             | 2004–05            | 23              | 2     | ?               | ?     | 5               | 0       | –               | –     | 28              | 2        |
| Crvena zvezda             | 2005–2006          | 25              | 0     | ?               | ?     | 6               | 1       | –               | –     | 31              | 1        |
| Crvena zvezda             | 2006–2007          | 16              | 0     | 0               | 0     | 4               | 0       | –               | –     | 20              | 0        |
| Crvena zvezda             | 2007–2008          | 20              | 1     | 0               | 0     | 9               | 1       | –               | –     | 29              | 2        |
| Crvena zvezda             | Összesen           | 97              | 3     | ?               | ?     | 25              | 2       | –               | –     | 122             | 5        |
| Lecce (kölcsönben)        | 2008–2009          | 7               | 0     | 0               | 0     | 0               | 0       | 0               | 0     | 7               | 0        |
| Lecce (kölcsönben)        | Összesen           | 7               | 0     | 0               | 0     | 0               | 0       | 0               | 0     | 7               | 0        |
| Udinese                   | 2009–2010          | 16              | 0     | 0               | 0     | 0               | 0       | 0               | 0     | 16              | 0        |
| Udinese                   | 2010–2011          | 0               | 0     | 0               | 0     | 0               | 0       | 0               | 0     | 0               | 0        |
| Udinese                   | 2011–2012          | 31              | 5     | 1               | 0     | 7               | 0       | 0               | 0     | 39              | 5        |
| Udinese                   | 2012–2013          | 28              | 1     | 1               | 0     | 5               | 1       | 0               | 0     | 33              | 2        |
| Udinese                   | 2013–14            | 30              | 3     | 0               | 0     | 4               | 1       | 0               | 0     | 34              | 4        |
| Udinese                   | Összesen           | 105             | 9     | 2               | 0     | 16              | 2       | 0               | 0     | 123             | 11       |
| Lazio                     | 2014–2015          | 27              | 0     | 6               | 1     | 0               | 0       | 0               | 0     | 33              | 1        |
| Lazio                     | 2015–2016          | 23              | 0     | 0               | 0     | 1               | 0       | 0               | 0     | 24              | 0        |
| Lazio                     | 2016–2017          | 27              | 1     | 0               | 0     | 0               | 0       | 0               | 0     | 27              | 1        |
| Lazio                     | összesen           | 77              | 1     | 6               | 1     | 1               | 0       | 0               | 0     | 84              | 2        |
| Karrierje összesen        | Karrierje összesen | 313             | 22    | 8               | 1     | 42              | 4       | 0               | 0     | 363             | 27       |

### Válogatottban
| Szerbia   | Szerbia         | Szerbia |
| Évek      | Pályára lépések | Gólok   |
| --------- | --------------- | ------- |
| 2005      | 1               | 0       |
| 2006      | 1               | 0       |
| 2007–2011 | 0               | 0       |
| 2012      | 3               | 0       |
| 2013      | 7               | 2       |
| 2014      | 4               | 0       |
| 2015      | 1               | 0       |
| összesen  | 17              | 2       |

### Válogatott góljai
| #  | Időpont           | Helyszín                                 | Ellenfél        | Állás | Végeredmény | Kiírás               |
| -- | ----------------- | ---------------------------------------- | --------------- | ----- | ----------- | -------------------- |
| 1. | 2013. február 6.  | GSP Stadium, Nicosia, Ciprus             | Ciprus          | 1 – 3 | 1 – 3       | Barátságos           |
| 2. | 2013. október 15. | Jagodina City Stadium, Jagodina, Szerbia | Észak-Macedónia | 2 – 0 | 5 – 1       | 2014-es VB selejtező |